# Семеновское (Булатовское сельское поселение)
Семеновское — деревня в Кашинском городском округе Тверской области России, до 2018 года входила в состав Булатовского сельского поселения.

## География
Деревня находится на берегу реки Медведица в 18 км на юго-запад от города Кашина.

## История
В 1847 году в селе была построена каменная церковь Святого Архистратига Михаила с 3 престолами, метрические книги с 1780 года. 
В конце XIX — начале XX века село входило в состав Потуповской волости Кашинского уезда Тверской губернии. 
С 1929 года деревня входила в состав Леушинского сельсовета Кашинского района Бежецкого округа Московской области, с 1935 года — в составе Калининской области, с 1994 года — в составе Леушинского сельского округа, с 2005 года — в составе Булатовского сельского поселения, с 2018 года — в составе Кашинского городского округа.

## Население
| 1859 | 1889 | 2002 | 2010 |
| ---- | ---- | ---- | ---- |
| 300  | ↗372 | ↘51  | ↘46  |

## Достопримечательности
В деревне расположена недействующая Церковь Михаила Архангела (1847) и новая деревянная действующая Церковь Покрова Пресвятой Богородицы (2008).